# Heribert Sasse
Pour les articles homonymes, voir Sasse.
Heribert Sasse, né le 28 septembre 1945 à Linz (Haute-Autriche) et mort le 19 novembre 2016 à Hinterstoder (Haute-Autriche),, est un acteur et metteur en scène autrichien.

## Biographie
Heribert Sasse est directeur, metteur en scène et acteur au Renaissance-Theater à Berlin de 1980 à 1985, puis est directeur général du Staatliche Schauspielbühnen Berlin (de) de 1985 à 1990 avant d'être directeur au Schlosspark Theater à Berlin-Steglitz de 1995 à 2002.

## Filmographie partielle

### À la télévision
- 1981 : Dantons Tod, téléfilm de Rudolf Noelte : Maximilien Robespierre
- 2006 : Prince Rodolphe : L'Héritier de Sissi (téléfilm) : Krauss

### Au cinéma
- 1977 : La Dentellière de Claude Goretta
- 1980 : Exit... nur keine Panik (Exit... But No Panic)
- 1981 : Ein wenig sterben : The attorney
- 1993 : Der grüne Heinrich : Roemer
- 1995 : My Mother's Courage : Kellemen
- 1996 : Der See : Kommissar
- 1996 : Killer Condom (Kondom des Grauens) de Martin Walz : Secret Service Man
- 1997 : Blutrausch : Trainer
- 1998 : Liebe deine Nächste! (Love Your Female Neighbour - Aime ton prochain) : Adlatus Lutz
- 2008 : Falco - Verdammt, wir leben noch! (Falco: Damn It, We're Still Alive!"") : Arzt Donauinselfest
- 2008 : Balkan Traffic - Übermorgen nirgendwo : Anwalt
- 2009 : Blutsfreundschaft (Initiation (film)) : Willy
- 2010 : Jud Süss - Film ohne Gewissen (Goebbels et le Juif Süss : Histoire d'une manipulation) d'Oskar Roehler : Wilhelm Adolf Deutscher
- 2011 : Brand - Eine Totengeschichte : Garleitner
- 2013 : Quellen des Lebens (Sources of Life) : Der Verleger Ledig-Rowohlt
- 2016 : Deckname Holec (Code name Holec) : Fuchs

## Récompenses et distinctions
- 1998 : croix d'honneur autrichienne pour la science et l'art (Österreichisches Ehrenzeichen für Wissenschaft und Kunst (de))
- 2008 : prix Undine (Undine Award (de)) pour le développement de la jeunesse
- 2011 : médaille d'or de la province de Vienne (Ehrenzeichen für Verdienste um das Land Wien (de))
- 2013 : Kammerschauspieler